# Hermann Krüsi

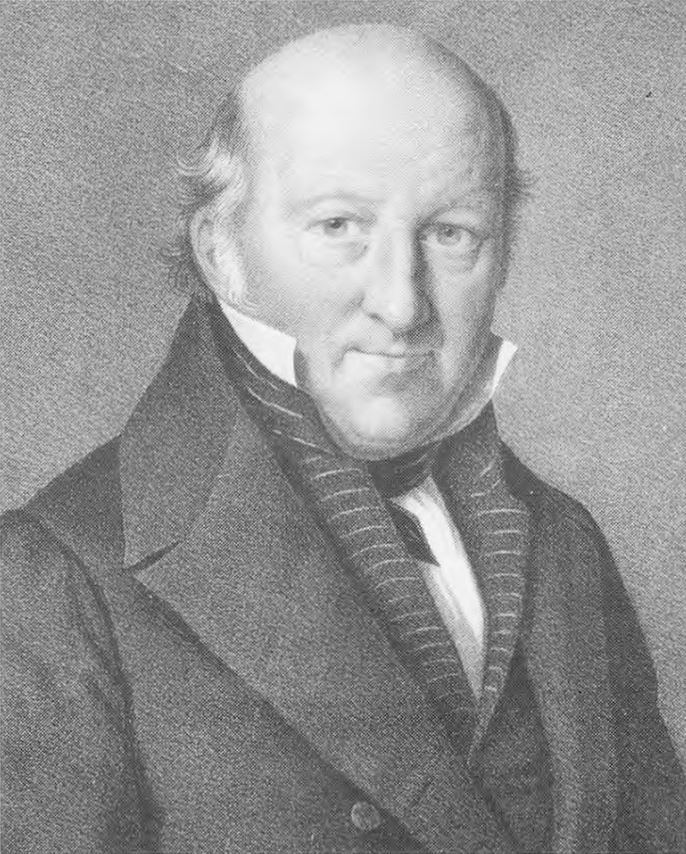
Hermann Krüsi

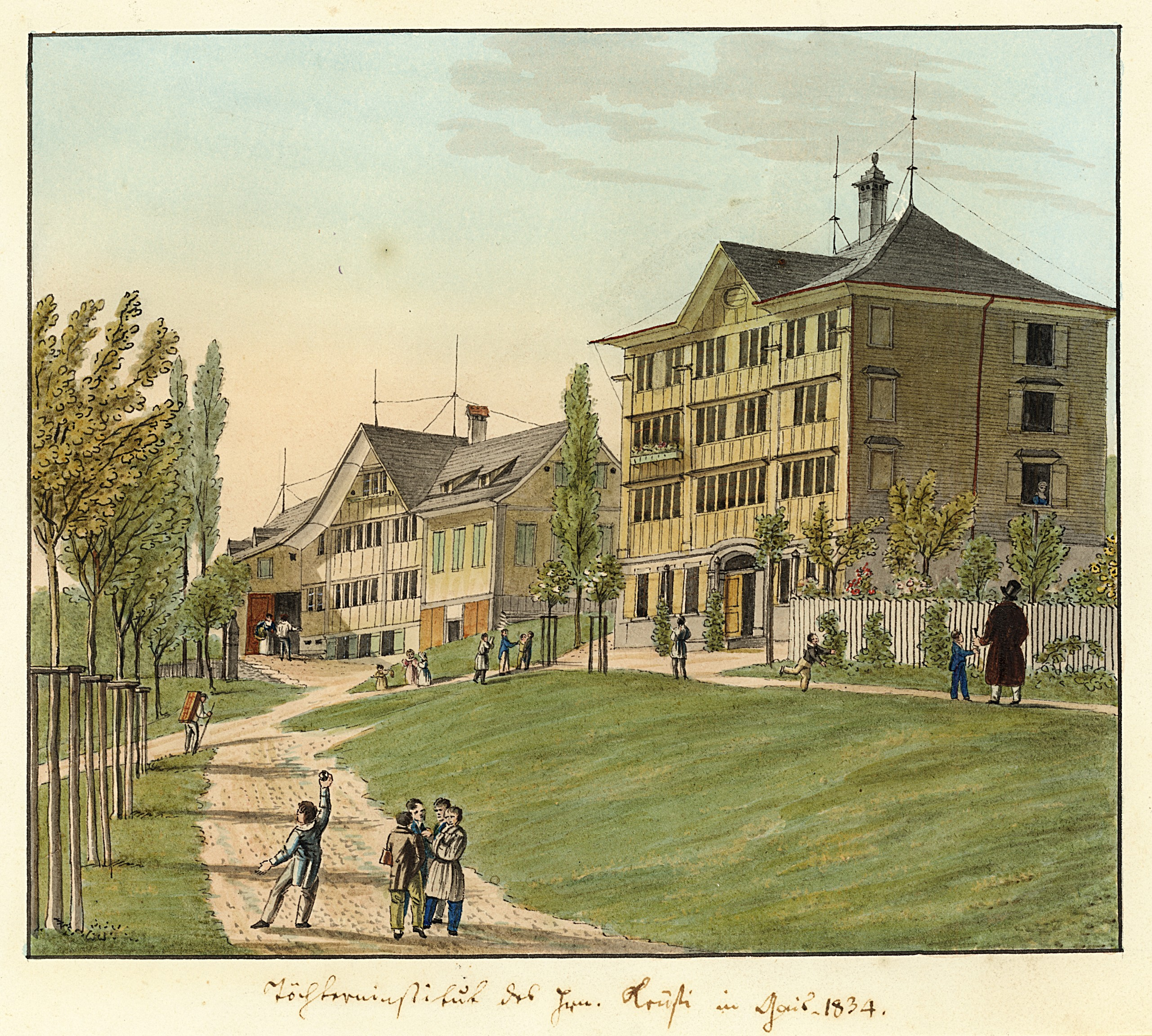
Töchterinstitut Gais 1834

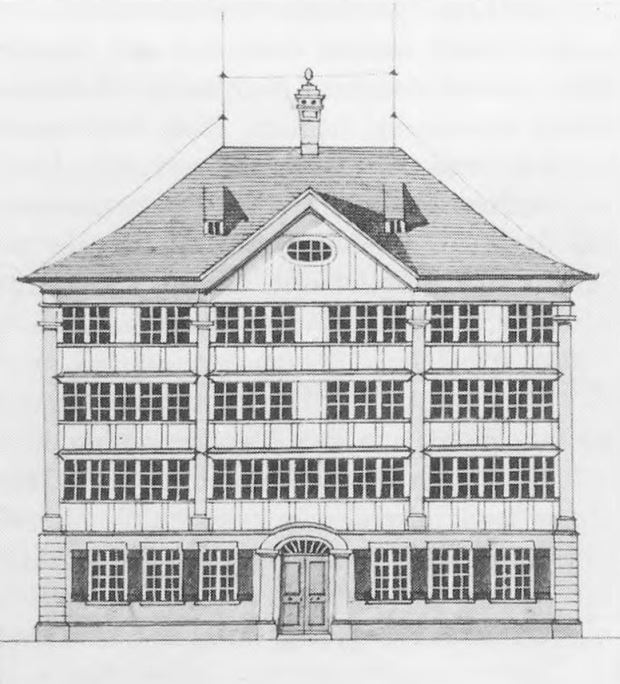
Lehrerseminar auf der Riesern 1833–1844

Hermann Krüsi (* 28. Februar 1775 in Gais; † 25. Juli 1844 in ebenda; heimatberechtigt in Gais AR) war ein Schweizer Pädagoge aus dem Kanton Appenzell Ausserrhoden.

## Leben
Hermann Krüsi war ein Sohn von Herman Krüsi, Landwirt und Weber, und Elisabeth Scheuss. Im Jahr 1812 heiratete er Katharine Egger. Krüsi arbeitete zunächst als Taglöhner und Nebenbote im Textilgewerbe. Im Jahr 1793 wurde er in Gais als Schulmeister gewählt wurde. 1800 begleitete er einen Kindertransport nach Burgdorf, wo er Johann Heinrich Pestalozzi traf. Diese Begegnung markierte den Anfang einer langjährigen Zusammenarbeit.
Krüsi übersiedelte im Jahr 1803 mit Pestalozzis Institut nach Münchenbuchsee und von dort 1805 nach Yverdon. Er war massgeblich an der Ausarbeitung der Elementarbücher bzw. -methode beteiligt und engagierte sich erfolgreich im Lehrbetrieb. Wegen seiner Bodenständigkeit, seinem Sinn für das Machbare sowie seiner Heiterkeit und Besonnenheit war Krüsi im Kollegenkreis geschätzt. Gemeinsam mit Samuel Hopf leitete er das 1806 gegründete Töchterinstitut. Dort lernte er Katharina Egger, seine zukünftige Frau, kennen. Er trennte sich im Jahr 1816 von Pestalozzi und eröffnete 1818 eine eigene Erziehungsanstalt in Yverdon.
Im Jahr 1822 übernahm er die Leitung der 1820 gegründeten Kantonsschule Trogen in Trogen. Im Jahr 1833 rief er die Vor- und Fortbildungsanstalt für Lehrer auf der Riesern in Gais ins Leben. Diese leitete er fortan.
Krüsi veröffentlichte zahlreiche Arbeiten zum Elementarunterricht in Sprache, Mathematik und Religion, zu Bildung und Erziehung, Volksschule und Lehrerbildung sowie autobiografische Schriften über die eigenen pädagogogische Erfahrungen.
Sein Sohn Hermann Krüsi-Dunham vertrat die Prinzipien Pestalozzis in den Vereinigten Staaten.

## Werke (Auswahl)
- Biblische Ansichten der Werke und Wege Gottes zu religiöser Belebung der Volksbildung in Haushaltungen und Schulen. Iferten: H. Krüsi 1816. (Digitalisat).
- Bedeutende Augenblicke in der Entwickelung des Kindes als Winke der Natur über den Zusammenhang des äussern und innern Lebens. Aarau: H.R. Sauerländer 1822. (Digitalisat).
- Erinnerungen aus meinem pädagogischen Leben und Wirken vor meiner Vereinigung mit Pestalozzi, während derselben und seither. Ein Freundeswort an die Seminaristen des dritten Lehrkurses bei ihrer Schulprüfung am 19. August 1839. Stuttgart: J.F. Cast 1840. (Digitalisat).
- Meine Bestrebungen und Erfahrungen im Gebiete der Volkserziehung: dargestellt in Briefen an Freunde. Gais: G. Weishaupt 1842. (Digitalisat).

## Archive
- Nachlass von Hermann Krüsi im Staatsarchiv Appenzell Ausserrhoden.